# اسپینسا د لس کابایرس
اسپینسا د لس کابایرس دهستانی در استان آبیلای اسپانیا است.
در این دهستان ۱۰۳ نفر زندگی می‌کنند. مساحت این دهستان ۱۹٫۳۱ کیلومتر مربع است.